# زبان‌استخوانی‌سانان
زبان‌استخوانی‌سانان (نام علمی: Osteoglossiformes) نام یک راسته از رده پرتوبالگان است.